# 박정희: 경제대국을 꿈꾼 남자
"박정희: 경제대국을 꿈꾼 남자"는 2024년에 개봉한 대한민국의 영화이다.

## 캐스팅

### 주연
- 신민호 : 박정희 대통령 역
- 김효선 : 육영수 여사 역